# Чемпионат мира по борьбе 2016
Чемпионат мира по борьбе 2016 года в неолимпийских весовых категориях проходил в Будапеште (Венгрия) 8-11 декабря.

## Медалисты

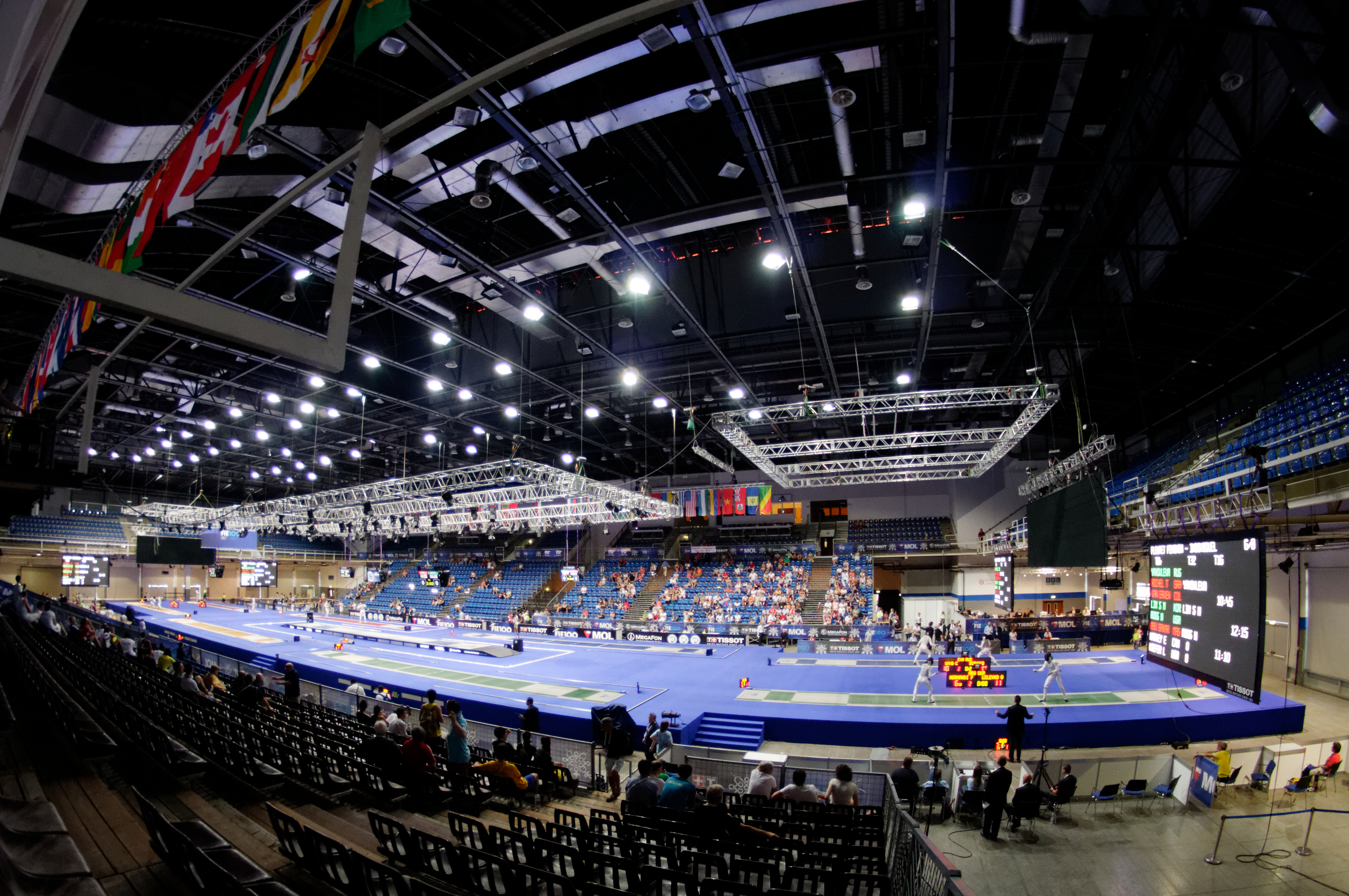
Спортивно-концертный центр СИМА, в котором проходил чемпионат.

### Мужчины

#### Греко-римская борьба
| Категория | Золото                   | Серебро                  | Бронза                      |
| --------- | ------------------------ | ------------------------ | --------------------------- |
| До 71 кг  | Балинт Корпаши Венгрия   | Даниэль Катарага Молдова | Гасан Алиев Азербайджан     |
| До 71 кг  | Балинт Корпаши Венгрия   | Даниэль Катарага Молдова | Илие Кожокари Румыния       |
| До 80 кг  | Рамазан Абачараев Россия | Аслан Атем Турция        | Ласло Сабо Венгрия          |
| До 80 кг  | Рамазан Абачараев Россия | Аслан Атем Турция        | Жонибек Отабеков Узбекистан |

#### Вольная борьба
| Категория | Золото                     | Серебро                   | Бронза                            |
| --------- | -------------------------- | ------------------------- | --------------------------------- |
| До 61 кг  | Логан Стибер США           | Бека Ломтадзе Грузия      | Ахмед Чакаев Россия               |
| До 61 кг  | Логан Стибер США           | Бека Ломтадзе Грузия      | Ахмеднаби Гварзатилов Азербайджан |
| До 70 кг  | Магомед Курбаналиев Россия | Нурлан Бекжанов Казахстан | Эламан Догдурбек Уулу Кыргызстан  |
| До 70 кг  | Магомед Курбаналиев Россия | Нурлан Бекжанов Казахстан | Мустафа Хоссейнхани Иран          |

### Женщины

#### Вольная борьба
| Категория | Золото             | Серебро                | Бронза                          |
| --------- | ------------------ | ---------------------- | ------------------------------- |
| До 55 кг  | Маю Мукаида Япония | Ирина Ологонова Россия | Айым Абдильдина Казахстан       |
| До 55 кг  | Маю Мукаида Япония | Ирина Ологонова Россия | Даваасухийн Отгонцэцэг Монголия |
| До 60 кг  | Пэй Синжу Китай    | Эллисон Раган США      | Линда Мораис Канада             |
| До 60 кг  | Пэй Синжу Китай    | Эллисон Раган США      | Эмеше Барка Венгрия             |

## Участники
- Австрия (2)
- Азербайджан (6)
- Алжир (1)
- Армения (4)
- Беларусь (6)
- Болгария (6)
- Венгрия (6)
- Германия (6)
- Греция (1)
- Грузия (4)
- Индия (6)
- Иран (4)
- Казахстан (6)
- Канада (2)
- Китай (5)
- Китайская Республика (2)
- Кыргызстан (4)
- Молдова (5)
- Монголия (4)
- Палау (1)
- Польша (6)
- Россия (6)
- Румыния (4)
- Сербия (2)
- Словения (2)
- США (6)
- Таджикистан (1)
- Турция (6)
- Узбекистан (4)
- Украина (6)
- Финляндия (1)
- Франция (4)
- Хорватия (2)
- Чехия (2)
- Швеция (2)
- Эстония (1)
- Япония (6)